# The Simpsons Ride
Vous lisez un « bon article » labellisé en 2017.
Pour plus de détails, voir Fiche technique et Distribution.
The Simpsons Ride est un cinéma dynamique présent dans les parcs à thème Universal Studios Florida et Universal Studios Hollywood. L'attraction est basée sur la série télévisée d'animation Les Simpson. Elle est annoncée pour la première fois en 2007 et remplace Back to the Future: The Ride dans les deux parcs. À Universal Studios Florida, elle ouvre le 23 avril 2008 et la cérémonie officielle d'inauguration se déroule le 15 mai. À Universal Studios Hollywood, le cinéma dynamique ouvre le 19 mai 2008. The Simpson Ride est créé par les producteurs des Simpson et utilise une animation en trois dimensions fournie par Blur Studio et Reel FX Creative Studio. L'animation en deux dimensions des vidéos de présentation est produite par DPS Film Roman. L'attraction utilise une technique de pointe, incluant un nouveau système de projection et de nouveaux systèmes hydrauliques.
L'attraction dure quatre minutes et trente secondes en elle-même mais un court métrage peut être vu dans la file d'attente et elle contient également deux vidéos de présentation. Pendant The Simpsons Ride, les visiteurs sont conduits dans un parc à thèmes en animation appelé Krustyland et construit par Krusty le clown. Cependant, Tahiti Bob s'est évadé de prison et tente de se venger de Krusty et de la famille Simpson. Au moins vingt-quatre personnages récurrents de la série font une apparition, tous doublés par leur acteur original. À côté de l'attraction se trouve un magasin de souvenir inspiré du Kwik-E-Mart, ouvert en fin d'année 2007.

## Résumé

### File d'attente

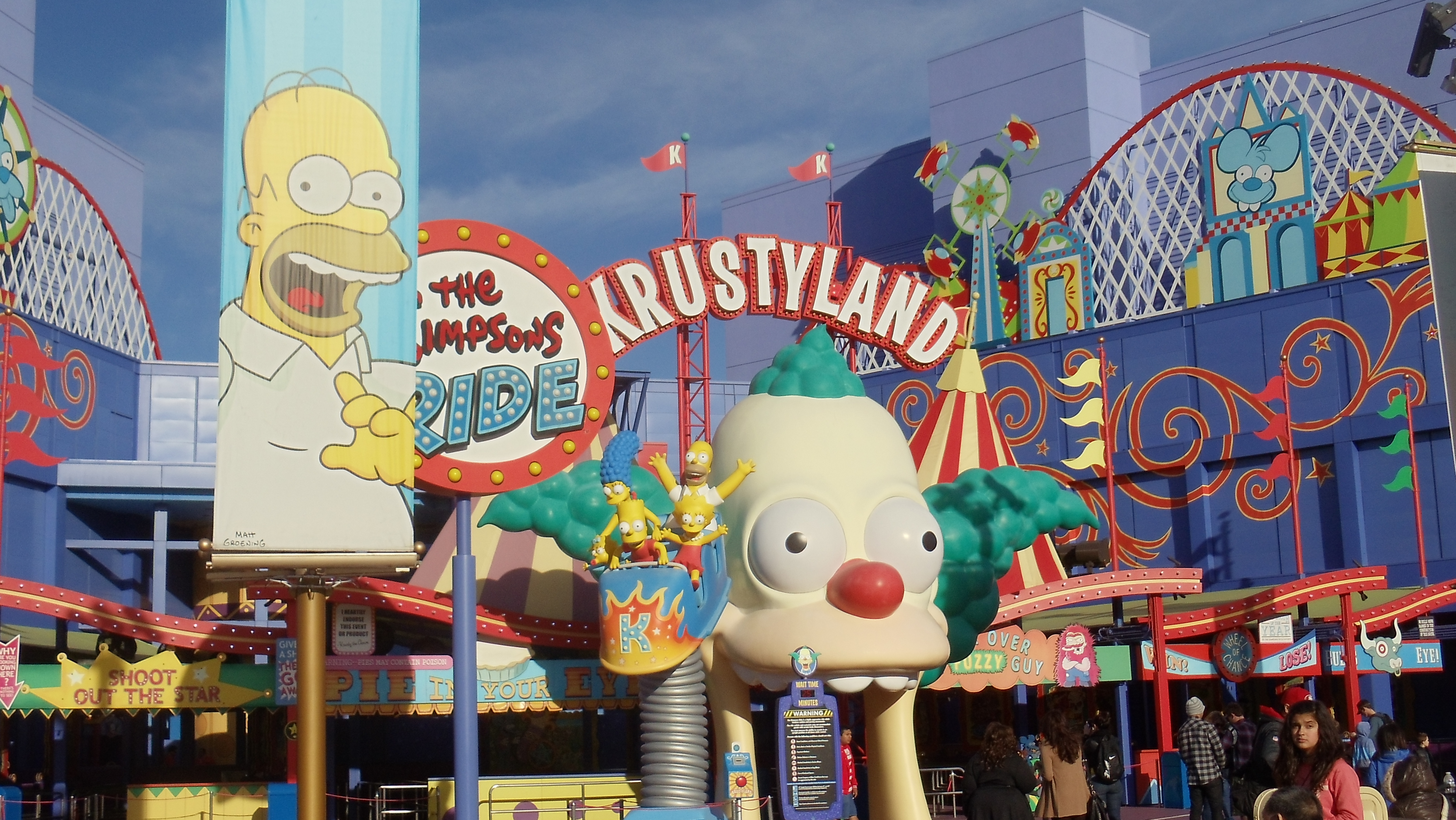
Entrée du Simpsons Ride à Universal Studios Hollywood. Elle reprend la forme de la tête de Krusty le clown.

Afin de pouvoir s'insérer dans la file d'attente de l'attraction, les visiteurs doivent traverser la tête de Krusty le clown, haute de 9,8 mètres. Plusieurs posters présentent, le long de la file d'attente, les différentes attractions du parc, pendant que plusieurs écrans géants diffusent en boucle des animations montrant Krustyland, des moments du passé de Krusty, ou encore des extraits d'épisodes de la série. La queue s'arrête avec un panneau demandant au public d'attendre quelques instants avant de pénétrer dans le Carnival Midway de Krusty.

### Première vidéo de présentation
À mi-chemin, les visiteurs s'alignent en rangées pour attendre une confirmation de Krusty. Des écrans de télévision incrustés dans les murs à droite et à gauche de la pièce montrent les résidents de Springfield faisant également la queue pour l'attraction. Soudainement, Krusty apparaît sur un autre écran face au public et s'apprête à faire pénétrer la première famille dans son « Thrilltacular: Upsy-Downsy Spins-Aroundsy Teen-Operated Thrillride », l'attraction la plus extrême du parc. Pendant que Krusty ne regarde pas, Tahiti Bob apparaît dans un costume de Scratchy et marche sur le pied d'Homer Simpson, le faisant crier « D'oh! » et obligeant Krusty à faire passer la famille Simpson en premier. Krusty leur demande de choisir un autre groupe pour les accompagner et Bart choisit les véritables visiteurs en train d'attendre. Alors que Krusty les guide dans une salle d'attente Tahiti Bob disparaît en éclats de rires maléfiques.

### Deuxième vidéo de présentation
Le public est ensuite emmené dans la « Funhouse », par un membre de l'équipe. Là-bas Krusty conduit les Simpson vers une zone de coulisses où il explique que pour des raisons de sécurité, Maggie et Abraham ne pourront pas participer à l'attraction. En effet, Maggie mesure moins de un mètre et Abraham a certains problèmes cardiaques que l'attraction pourrait aggraver. Le grand-père s'endort pendant que Maggie glisse dans la chambre d'un réacteur nucléaire, ce qui la fait grandir considérablement. Pendant ce temps, Krusty amène les Simpson dans une salle d'attraction où il leur dit de bien profiter de celle-ci, avant que Tahiti Bob apparaisse, assomme le clown et demande aux Simpson de monter dans le véhicule. Homer monte, suivi par le reste de sa famille. Tahiti Bob les informe alors qu'ils doivent d'abord regarder un spot de sécurité d'Itchy et Scratchy. L'écran affiche ensuite un récapitulatif des conditions de sécurité pendant que les visiteurs sont emmenés dans la pièce principale de l'attraction,.

### Tour
Le tour dure 4 minutes et 30 secondes. Il est déconseillé aux passagers atteints de troubles cardiaques, du mal des transports, de claustrophobie ou de problèmes similaires d'entrer dans cette attraction.
Après que les visiteurs se sont installés dans un véhicule sur le thème de Krusty, Jeremy Freidman apparaît sur un écran de télévision et informe le public qu'il va l'accompagner pendant le tour. Il leur demande également de ne pas crier trop fort afin qu'il puisse travailler son examen de mathématiques, car s'il n'obtient pas au moins un C, il sera viré de son club audiovisuel. Finalement, après environ une minute, Tahiti Bob coupe son signal et prend le contrôle de l'écran, informant les passagers qu'il a pris le pouvoir sur Krustyland. Il enclenche alors un interrupteur passant de la phase « Menacer » à « Tuer », ce qui active tous les chariots et les fait quitter la pièce, en commençant par celui des Simpson, juste devant le public. Le chariot commence à rouler sur les montagnes russes et à passer différentes bosses avant que Homer ne soit touché par une boule de démolition en acier contrôlée par Tahiti Bob. La boule heurte ensuite la piste et la détruit. Homer et les visiteurs tombent sur une autre partie des montagnes russes avant que la boule ne les chasse à nouveau. Les passagers survolent des montagnes russes et l'attraction « Les Joyeux Petits Elfes et le Panda » avec Bart et Lisa où Tahiti Bob contrôle un panda diabolique qui envoie les chariots s'écraser sur l'attraction.
Le chariot vole ensuite au-dessus du parc et entre dans le « Captain Dinosaur's Pirate Rip-Off », une parodie de l'attraction Pirates des Caraïbes avec Homer et Marge. Pendant que les visiteurs passent virtuellement à travers la chute d'eau, de l'eau leur est véritablement vaporisée dessus. Homer attrape un baril de bière pendant la balade et déclenche un piège qui les fait sortir de l'attraction et pénétrer dans le « Krusty's Wet and Smoky Stunt Show » où ils font la course en rond en étant attachés à une baleine tueuse pendant que Tahiti Bob les attend à la sortie de l'attraction. Maggie, toujours géante, apparaît et attrape les passagers pour les jeter dans le véhicule, qui manque de tomber dans les enfers avant qu'il ne soit sauvé par le professeur Frink.
Tahiti Bob vole alors la sucette de Maggie et lui dit qu'elle doit détruire Springfield pour la récupérer. Les visiteurs font alors un tour à travers Springfield, en référence au générique d'ouverture de la série, avant de rencontrer à nouveau Maggie qui se trompe et prend leur chariot pour sa nouvelle sucette, la suce à plusieurs reprises, et les crache (rendant les passagers mouillés) sur des lignes à haute tension qui les catapultent à l'intérieur de la maison des Simpson. Alors que Maggie lèche les visiteurs, une odeur de poudre pour bébé est libérée. La famille Simpson est assise sur leur canapé quand Kang et Kodos transforment la maison en une nouvelle attraction le « Death Drop » de Krusty.
Les passagers tombent depuis le ciel, rencontrant différents personnages des Simpson sur leur route. Ils se posent à l'entrée du Krustyland, où Tahiti Bob s'apprête à les tuer, avant que le canapé des Simpson ne l'écrase. Le véhicule s'abaisse alors calmement pendant que des effets de brouillard, de feu, d'électricité et de fumées sont pulvérisés. Krusty apparaît alors sur l'écran de télévision de la salle d'attente.
Pour l'attraction située à Orlando, Krusty est assis dans une salle de contrôle et appuie sur le bouton d'urgence de la caméra, faisant vibrer le véhicule et mettant fin à la course. Pour celle d'Hollywood, Krusty est assis dans une salle de contrôle et prend une photo des visiteurs, qu'ils peuvent acheter par la suite. Une fois les portes papillon du véhicule ouvertes, les passagers peuvent quitter l'attraction,.

## Production

### Histoire

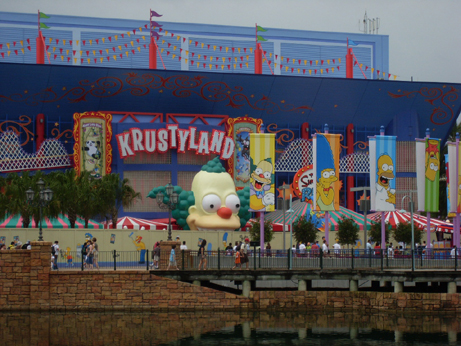
Construction du Simpson Ride dans le parc de Floride.

Le projet de création du Simpsons Ride commence deux ans avant son ouverture. Les créateurs des Simpson, Matt Groening et James L. Brooks, ainsi que le producteur délégué Al Jean, collaborent avec l'équipe de création des studios Universal, Universal Creative, pour développer l'attraction. La musique de l'attraction est composée par Jim Dooley, qui a déjà travaillé avec Hans Zimmer sur la bande-originale du long métrage des Simpson sorti en 2007. L'attraction est construite à l'emplacement de l'ancien Back to the Future: The Ride, à la fois à Orlando ainsi qu'à Hollywood. L'attraction basée sur la saga Retour vers le futur ouvre en Floride en 1991 et ferme le 30 mars 2007 alors que la version hollywoodienne ouvre en 1993 et ferme le 3 septembre 2007.
À Universal Studios Florida, la construction débute en mai 2007, et le béton de l'attraction précédente est démonté et remplacé par un sol rouge et bleu avec des arbres et des bancs. Le bâtiment est entièrement rénové, les voitures sont changées et le système mécanique original d'Intamin est complètement actualisé par Oceaneering International,. À Universal Studios Hollywood, la construction démarre en septembre 2007 après la destruction de l'attraction sur Retour vers le futur. Les peintures extérieures débutent en janvier 2008.

### Technologie
La projection longue de quatre minutes, utilise des écrans Imax Dôme de 26 mètres et des projecteurs Sony,. L'attraction contient vingt-quatre voitures, chacune pouvant contenir huit personnes, et environ 2 000 visiteurs par heure peuvent profiter du cinéma dynamique,. Le système de projection est composé de quatre projecteurs 4K Sony SXRD superposés pour chaque dôme. Chaque projecteur utilise des lentilles hypergones semi-circulaires sur mesure pour projeter des images nettes à un taux de 60 images par seconde (en comparaison, la plupart des longs métrages projette 24 images par seconde). La vidéo est projetée sur deux écrans en dôme composés de 416 panneaux, chacun mesurant 122 centimètres sur 61 centimètres, ce qui fait que l'ensemble est haut d'environ 24,4 mètres et large de 25,9 mètres,. L'animation de l'attraction est en trois dimensions générées par ordinateur par Blur Studio et « Reel FX Creative Studio », à la place de l'animation en deux dimensions traditionnelle de la série et des vidéos présentées lors de la file d'attente ou avant de pénétrer dans le cinéma dynamique,. La référence de l'animation est effectuée par DPS Film Roman, le studio qui anime la série. Chaque voiture contient douze haut-parleurs et un son Dolby surround 6.1, et chaque dôme contient quatre-vingt-dix haut-parleurs supplémentaires.
Les véhicules sont faits de manière à ressembler à des voitures d'un parcours scénique classique et, comme dans la précédente attraction sur Retour vers le futur, les véhicules présentent des fausses roues et des portes papillon. Chaque dôme contient douze voitures huit places arrangées de la manière suivante : trois voitures au premier niveau, cinq au deuxième et quatre au troisième. Chaque véhicule est monté sur une plate-forme de mouvement au-dessus de tables élévatrices, qui permettent de la soulever de 2,74 mètres à l'intérieur du dôme. Les plates-formes de mouvement ont une liberté de mouvement totale de 91 centimètres. En plus des véhicules reproduisant les mouvements, les passagers de l'attraction recevront des effets aquatiques, olfactifs et lumineux, de la fumée ou encore du brouillard.
Le Simpsons Ride utilise des techniques nouvelles qui permettent de limiter sa consommation énergétique. Selon Universal Studios, l'attraction est capable d'économiser plus de 55 000 watts en moyenne et 662 kilowatts-heure par jour. Le cinéma dynamique contient plus de 2 500 diodes électroluminescentes, un record dans l'histoire du parc, ce qui lui permet de réduire son énergie lumineuse de pratiquement un quart par rapport à la lumière incandescente.

### Doublage
L'attraction met en vedette plus de vingt-quatre personnages récurrents des Simpson et contient les voix des membres réguliers de la distribution, et d'autres comme Pamela Hayden, Russi Taylor et Kelsey Grammer,. Cependant, Harry Shearer décide de ne pas participer au doublage de l'attraction et ainsi aucun des personnages auxquels il prête sa voix ne parle ou n'apparaissent pendant le tour,. En hommage à l'attraction basée sur Retour vers le futur que le Simpsons Ride a remplacé, la vidéo de la file d'attente contient un bref caméo animé de Doc Brown, doublé par Christopher Lloyd.
- Nancy Cartwright : Bart Simpson, Maggie Simpson, Nelson Muntz, Ralph Wiggum et les trois joyeux petits elfes
- Dan Castellaneta : Homer Simpson, Krusty le clown, Abraham Simpson, Willie le jardinier, l'adolescent boutonneux à la voix qui mue, Hans Taupeman, Barney Gumble, Kodos, le livreur et M. Freidman
- Julie Kavner : Marge Simpson, Patty Bouvier et Selma Bouvier
- Yeardley Smith : Lisa Simpson
- Hank Azaria : Chef Wiggum, Apu Nahasapeemapetilon, Moe Szyslak, Professeur Frink, Cletus Spuckler, Lou, l'homme sarcastique, Le Serpent et Johnson
- Kelsey Grammer : Tahiti Bob
- Pamela Hayden : Milhouse Van Houten
- Russi Taylor : Martin Prince
- Christopher Lloyd : Dr Emmett L. Brown

Les données sont basées sur l'IMDB et sur The Simpsons Archive.

## Autres attractions

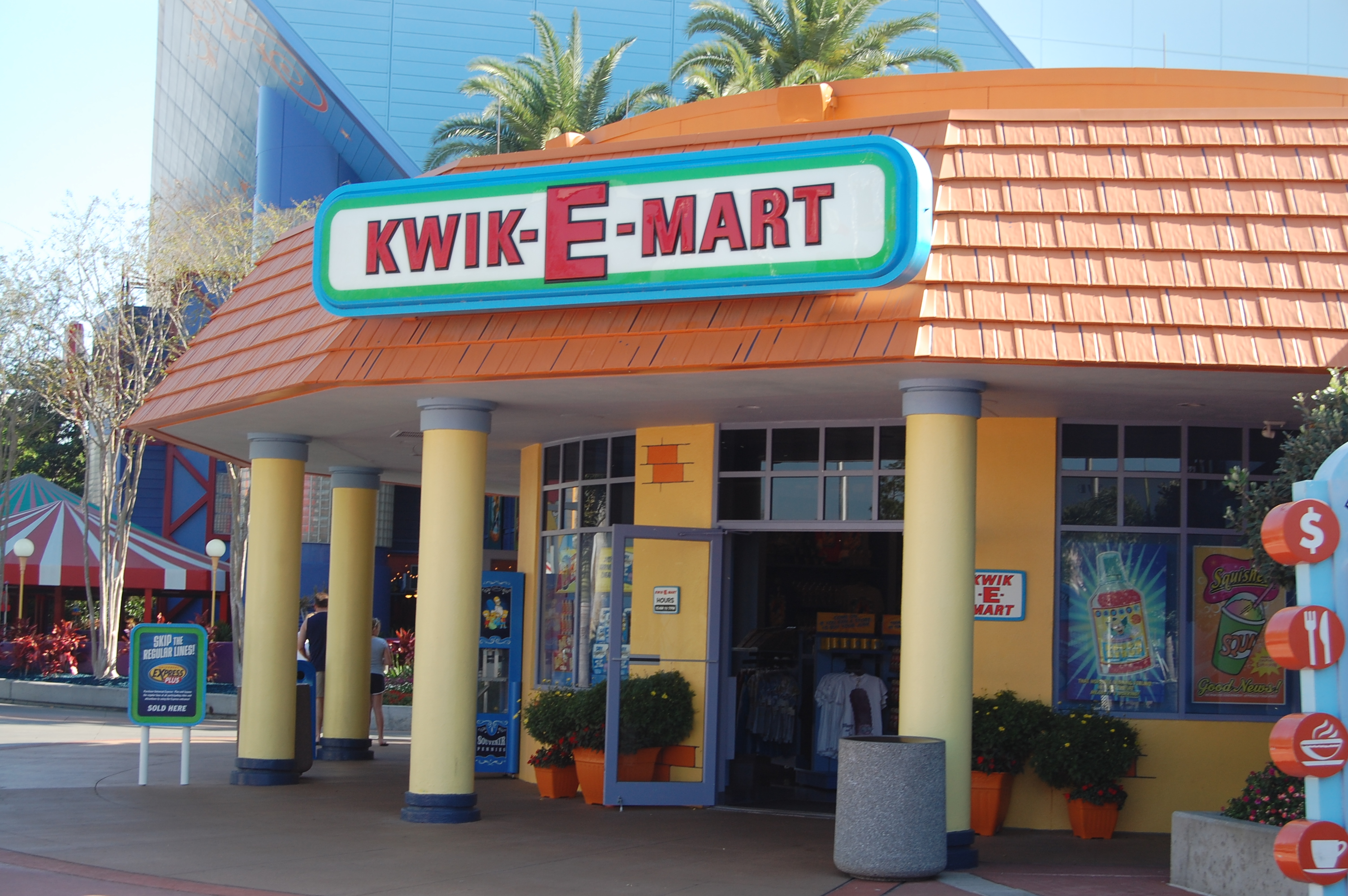
Un magasin de souvenirs Kwik-E-Mart à Universal Studios Florida.

En octobre 2007 des magasins de souvenirs aux formes du Kwik-E-Mart sont construits, remplaçant Back to the Future: The Store à Orlando et Time Travelers Depot à Hollywood. Ces magasins vendent des produits dérivés relatifs aux Simpson. À côté de ces magasins, des camionnettes proposent des Squishees, la parodie des Slurpees de 7-Eleven par Les Simpson.

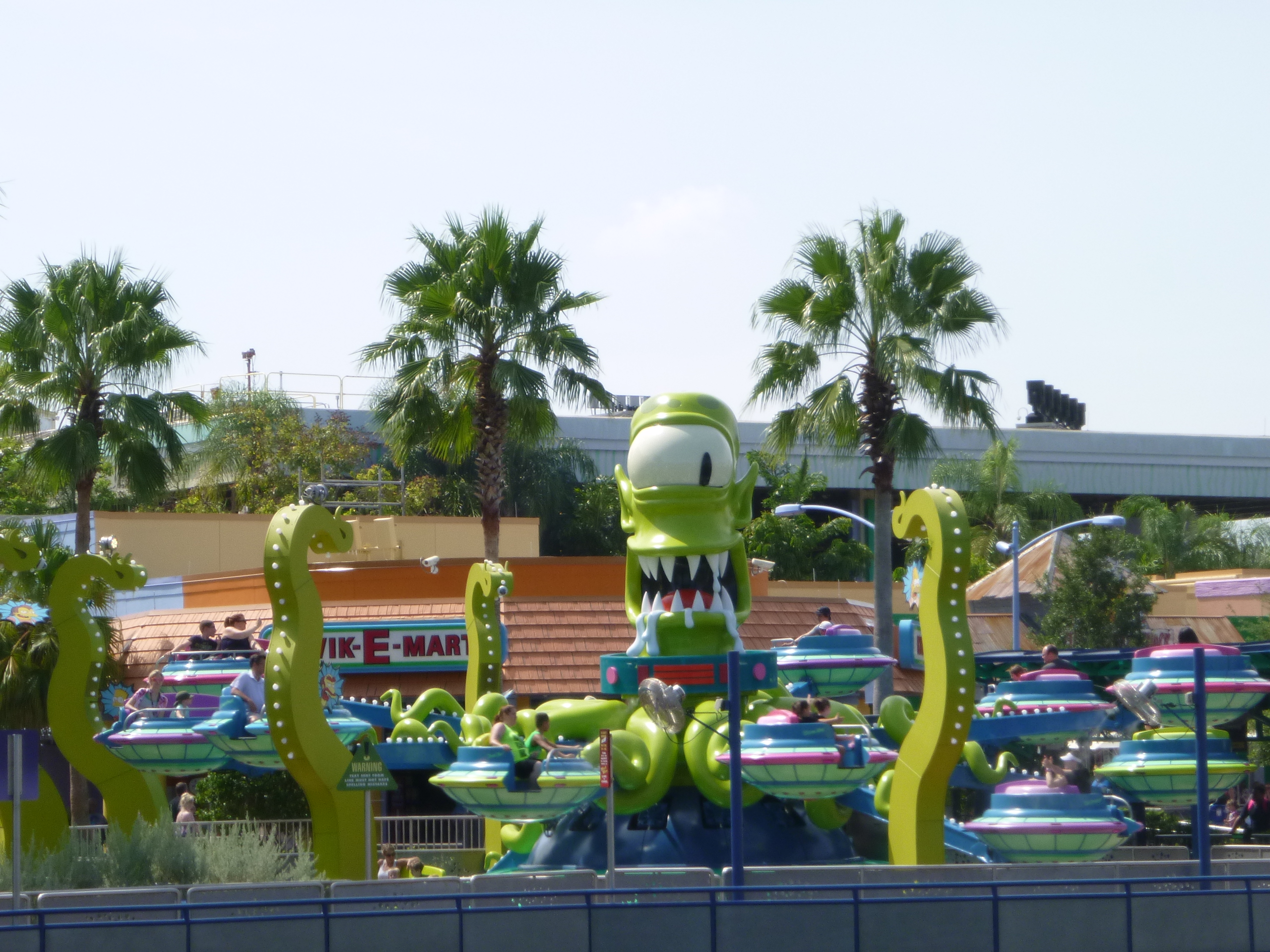
L'attraction Kang and Kodos' Twirl 'n' Hurl ouverte dans la zone consacrée aux Simpson à Orlando.

Dans les deux parcs où se trouve le Simpsons Ride les zones World Expo et Upper Lot sont partiellement transformées pour recréer Springfield (en), la ville des Simpson. Cette nouvelle zone comprend donc plusieurs endroits marquants de la ville comme le Krusty Burger, Le Hollandais volant, la pizzeria de Luigi, le Lard Lad Donuts, le camion à tacos de l'Homme-abeille, la Taverne de Moe, le Donjon de l'androïde et la brasserie Duff. Le parc de Floride a également ouvert une attraction de type avion nommée Kang and Kodos' Twirl 'n' Hurl.

## Accueil critique
Après son ouverture The Simpsons Ride est plutôt bien accueilli par les adeptes de la série. Seth Kubersky de l'hebdomadaire Orlando Weekly décrit l'attraction comme « un successeur plus que digne » du Back to the Future: The Ride. Brady MacDonald du Los Angeles Times ajoute que l'attraction est « visuellement stupéfiante » et qu'elle « tient réellement ses promesses, avec son lot de plaisanteries et de satires pour les vrais fanatiques de la série et ses tonnes de sensations fortes et de plaisirs pour les amateurs occasionnels ». Elise Thompson du LAist déclare que « l'attraction est une explosion totale, avec de nombreux rires et des sensations fortes ».
Jay Cridlin du St. Petersburg Times écrit que « l'attraction est construite avec des éléments plus originaux et amusants que vous ne l'attendez pour une série, et encore moins pour un parc à thème ». Cependant, il reconnaît que le Simpsons Ride est « un peu déconcertant ».
La version présente dans le parc de Floride a accueilli son millionième visiteur le 14 juillet 2008, atteignant ce nombre plus rapidement que n'importe quelle autre attraction du parc. The Simpsons Ride remporte le prix de la meilleure attraction de 2008 décerné par le site Themeparkinsider.com.